# Ralf Schwarzkopf
Ralf Michael Schwarzkopf (* 22. Oktober 1968) ist ein deutscher Politiker (CDU). Bei der Landtagswahl in Nordrhein-Westfalen 2022 erhielt er ein Abgeordnetenmandat im Landtag von Nordrhein-Westfalen.

## Leben
Ralf Schwarzkopf wuchs in Lüdenscheid auf. Nach dem Abitur am dortigen Bergstadt-Gymnasium absolvierte er eine Ausbildung zum Bankkaufmann. Zudem studierte er an der Universität Kiel Soziologie, Volkswirtschaft und Psychologie mit Abschluss "Magister Artium". Er trat 1998 in das elterliche Unternehmen (Hotset GmbH) ein, das er inzwischen als geschäftsführender Gesellschafter leitet.

## Partei und Politik
In Lüdenscheid ist Schwarzkopf Vorsitzender der CDU, zudem stellvertretender Kreisvorsitzender seiner Partei und der Mittelstands- und Wirtschaftsunion Nordrhein-Westfalen. Schwarzkopf gehört dem Rat der Stadt Lüdenscheid und dem Kreistag des Märkischen Kreises an. Dort amtiert er als erster stellvertretender Landrat. Er erhielt 2022 ein Direktmandat im Landtagswahlkreis Märkischer Kreis III.